# شقوق (فلم)
شقوقهو فيلم مغربيّ صدرَ عام 2009 من إخراج وكتابة هشام عيوش.

## القصّة
عندما يخرج عبد السلام من السجن، يكونُ صديقه نور الدين في انتظاره. يقضي الاثنان الليلة بطولها في الاحتفالِ بحصول عبد السلام أخيرًا على حريّته. خلال تجوالهم في شوارع مدينةِ طنجة، يلتقي الثنائي بمارسيلا وهي امرأة برازيلية ذات ميول متطرفة وانتحارية والتي تجذبهم بلا هوادةٍ إلى جنونها. تنغمس الشخصيات الثلاث في شوارع المدينة الضيّقة ويلتقون بمدخني الحشيش والمهاجرين غير الشرعيين.

## الجوائز
- عُرض الفيلم في مهرجان ناسيونال دي تانجر عام 2010.[6]